# Мусина Река
Мусина Река је насељено место града Краљева у Рашком округу. Према попису из 2022. било је 218 становника).

## Демографија
У насељу Мусина Река живи 232 пунолетна становника, а просечна старост становништва износи 42,5 година (41,6 код мушкараца и 43,5 код жена). У насељу има 90 домаћинстава, а просечан број чланова по домаћинству је 3,04.
Ово насеље је великим делом насељено Србима (према попису из 2002. године), а у последња три пописа, примећен је пад у броју становника.
|  |

| Демографија | Демографија | Демографија |
| Година      | Становника  | Становника  |
| ----------- | ----------- | ----------- |
| 1948.       | 290         |             |
| 1953.       | 312         |             |
| 1961.       | 332         |             |
| 1971.       | 344         |             |
| 1981.       | 365         |             |
| 1991.       | 326         | 298         |
| 2002.       | 274         | 286         |

| Етнички састав према попису из 2002.‍ | Етнички састав према попису из 2002.‍ | Етнички састав према попису из 2002.‍ | Етнички састав према попису из 2002.‍ | Етнички састав према попису из 2002.‍ |
| ------------------------------------ | ------------------------------------ | ------------------------------------ | ------------------------------------ | ------------------------------------ |
|                                      |                                      |                                      |                                      |                                      |
| Срби                                 | Срби                                 |                                      | 272                                  | 99,27%                               |
| Македонци                            | Македонци                            |                                      | 1                                    | 0,36%                                |
| непознато                            | непознато                            |                                      | 1                                    | 0,36%                                |

| Година пописа     | 1948. | 1953. | 1961. | 1971. | 1981. | 1991. | 2002. |
| ----------------- | ----- | ----- | ----- | ----- | ----- | ----- | ----- |
| Број домаћинстава | 56    | 61    | 67    | 79    | 95    | 91    | 90    |

| Број чланова      | 1  | 2  | 3  | 4  | 5  | 6 | 7 | 8 | 9 | 10 и више | Просек |
| ----------------- | -- | -- | -- | -- | -- | - | - | - | - | --------- | ------ |
| Број домаћинстава | 17 | 24 | 15 | 16 | 11 | 5 | 1 | 1 | 0 | 0         | 3,04   |

| Пол    | Укупно | Неожењен/Неудата | Ожењен/Удата | Удовац/Удовица | Разведен/Разведена | Непознато |
| ------ | ------ | ---------------- | ------------ | -------------- | ------------------ | --------- |
| Мушки  | 123    | 44               | 69           | 5              | 5                  | 0         |
| Женски | 116    | 19               | 73           | 22             | 2                  | 0         |
| УКУПНО | 239    | 63               | 142          | 27             | 7                  | 0         |

| Пол    | Укупно                    | Пољопривреда, лов и шумарство | Рибарство                            | Вађење руде и камена | Прерађивачка индустрија       |
| ------ | ------------------------- | ----------------------------- | ------------------------------------ | -------------------- | ----------------------------- |
| Мушки  | 61                        | 23                            | 0                                    | 0                    | 17                            |
| Женски | 35                        | 17                            | 0                                    | 0                    | 3                             |
| УКУПНО | 96                        | 40                            | 0                                    | 0                    | 20                            |
| Пол    | Производња и снабдевање   | Грађевинарство                | Трговина                             | Хотели и ресторани   | Саобраћај, складиштење и везе |
| Мушки  | 1                         | 3                             | 7                                    | 0                    | 5                             |
| Женски | 1                         | 0                             | 4                                    | 1                    | 4                             |
| УКУПНО | 2                         | 3                             | 11                                   | 1                    | 9                             |
| Пол    | Финансијско посредовање   | Некретнине                    | Државна управа и одбрана             | Образовање           | Здравствени и социјални рад   |
| Мушки  | 0                         | 0                             | 2                                    | 0                    | 1                             |
| Женски | 0                         | 0                             | 0                                    | 1                    | 3                             |
| УКУПНО | 0                         | 0                             | 2                                    | 1                    | 4                             |
| Пол    | Остале услужне активности | Приватна домаћинства          | Екстериторијалне организације и тела | Непознато            | Непознато                     |
| Мушки  | 0                         | 0                             | 0                                    | 2                    | 2                             |
| Женски | 0                         | 0                             | 0                                    | 1                    | 1                             |
| УКУПНО | 0                         | 0                             | 0                                    | 3                    | 3                             |